# Горелый, Павел Петрович
Павел Петрович Горелый (укр. Павло Петрович Горілий; 1908—1941) — советский украинский художник-график. Мастер политического плаката.

## Биография
Павел Горелый родился в Харькове 15 (28) января 1908 года. В 1926 году поступил в Харьковский художественный институт. В 1939 году окончил институт, работал в Харькове. В 1935—1941 годах участвовал в выставках украинских художников. В 1940—1941 годах учился в Московском художественном институте.
После начала Великой Отечественной войны ушёл на фронт. Погиб 31 декабря 1941 года.

## Творчество
Среди работ Павла Горелого политические плакаты «Хай живе Червона Армія!» (1933), «Привіт бійцям-прикордонникам!» (1936), «Привіт тобі, товаришу Ленін!» (1937), «Всі до виборчих урн!» (1937), «Хай живуть ХХ роковини Великої пролетарської революції в СРСР» (1937). Среди его станковых произведений — литография «Т. Шевченко в майстерні К. Брюллова» (1939).
На плакате «Хай живе Червона Армія!» красноармейцы изображены подчёркнуто статично. Таким образом автор показывает их силу и неприступность для врага. Плакат имеет красно-коричневую цветовую гамму. Его композиция построена на пересечении диагональных линий фигур, ружей и пушки. В более поздних работах («Привіт тобі, товаришу Ленін!», «Хай живуть ХХ роковини Великої пролетарської революції в СРСР») Горелый стремился индивидуализировать образы людей, но при этом сохраняется художественная выразительность.

## Плакаты

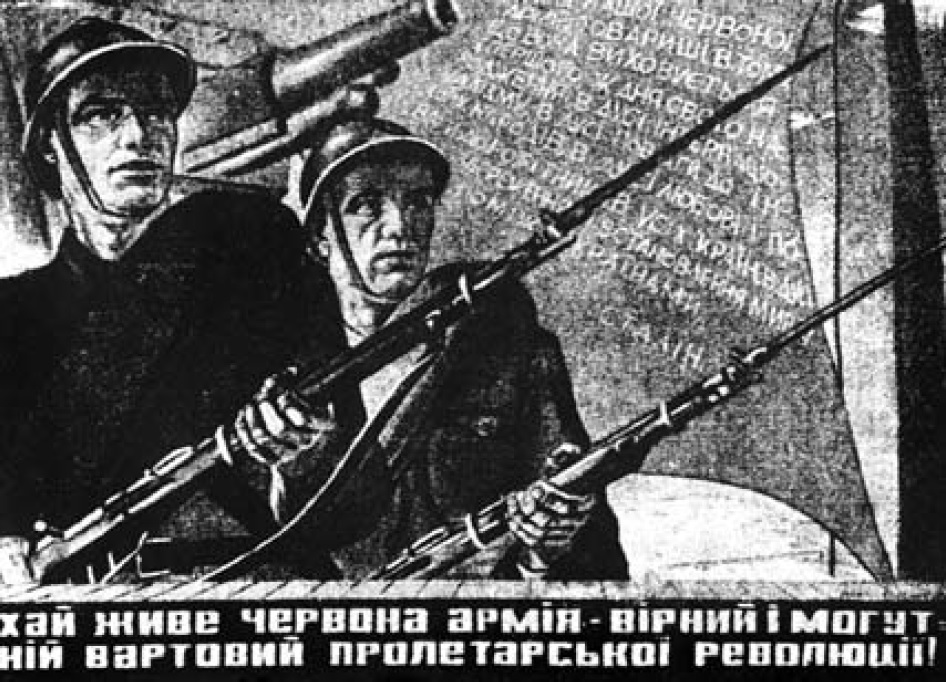
«Хай живе Червона Армія!», 1933
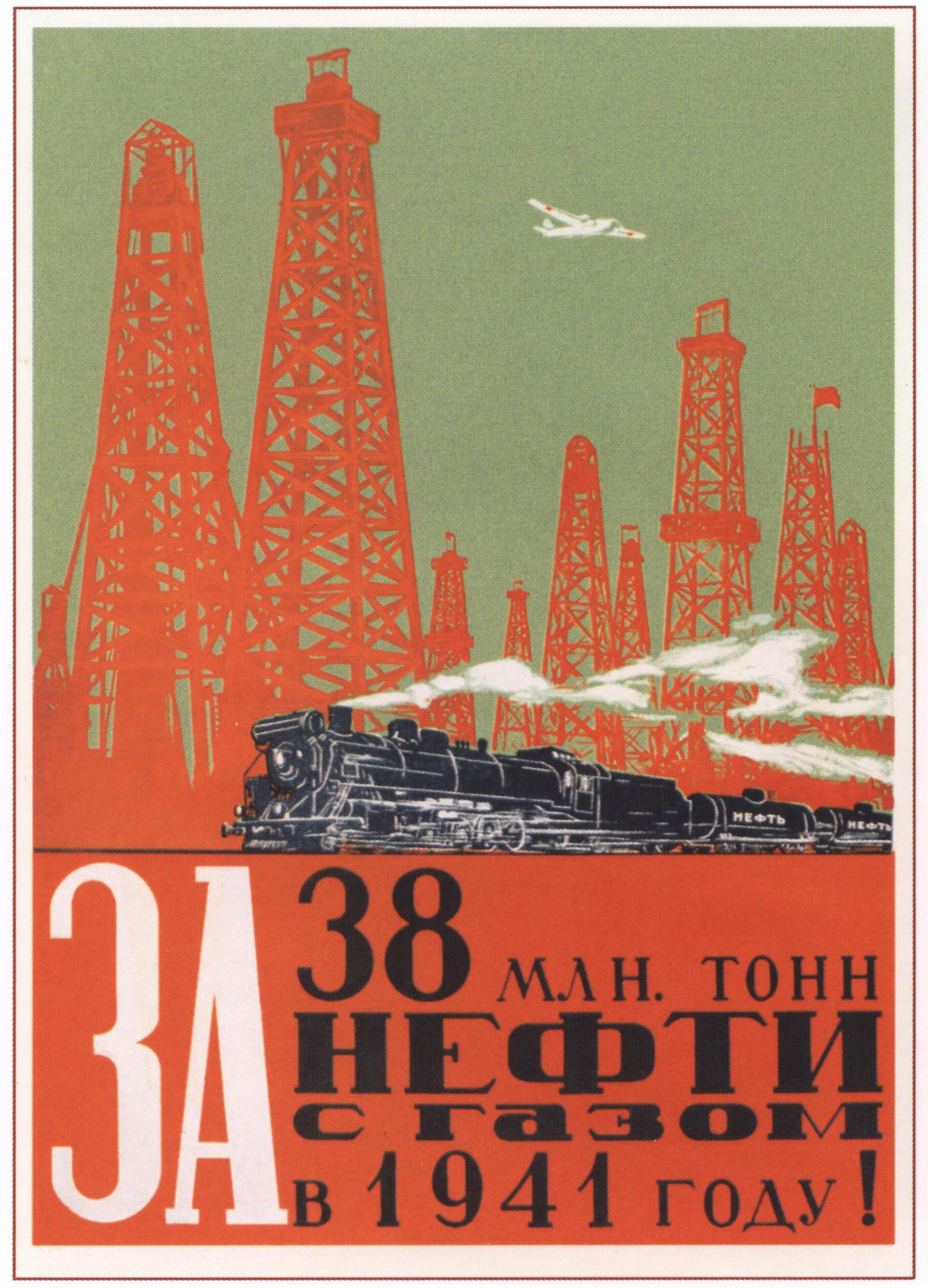
«За 38 млн. тонн нефти с газом в 1941 году!», 1941
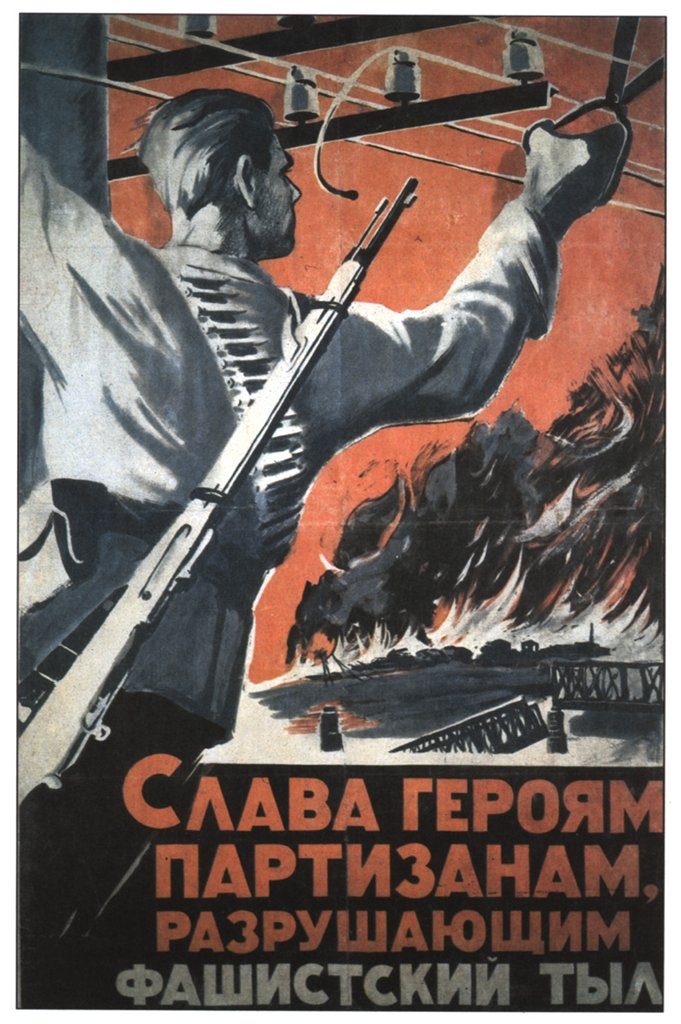
«Слава героям-партизанам, разрушающим фашистский тыл», 1941